# Bang Krathum (huyện)
Bang Krathum (tiếng Thái: บางกระทุ่ม) là một huyện (amphoe) thuộc tỉnh Phitsanulok, Thái Lan.

## Địa lý
Các huyện giáp ranh (từ phía bắc theo chiều kim đồng hồ): Mueang Phitsanulok và Wang Thong của tỉnh Phitsanulok, Sak Lek, Mueang Phichit, Sam Ngam thuộc tỉnh Phichit. 

## Lịch sử
Tiểu huyện (King Amphoe) Bang Krathum đã được nâng thành huyện năm 1946.

## Hành chính
Huyện này được chia thành 9 phó huyện (tambon), các đơn vị này lại được chia ra thành 87 muban. Có hai thị trấn (thesaban tambon) - Bang Krathum nằm trên một phần của the tambon Bang Krathum, và Noen Kum nằm trên toàn bộ tambon Noen Kum và Wat Ta Yom. Có 7 tổ chức hành chính tambon.

| STT | Name          | Thai name | Muban | Số làng | Dân số |  |
| --- | ------------- | --------- | ----- | ------- | ------ |  |
| 1.  | Bang Krathum  | บางกระทุ่ม  | 9     | 6       | 6.585  |  |
| 2.  | Ban Rai       | บ้านไร่     | 10    | 6       | 4.671  |  |
| 3.  | Khok Salut    | โคกสลุด    | 10    | 6       | 3.342  |  |
| 4.  | Sanam Khli    | สนามคลี    | 6     | 2       | 2.535  |  |
| 5.  | Tha Tan       | ท่าตาล     | 9     | 8       | 7.021  |  |
| 6.  | Phai Lom      | ไผ่ล้อม     | 11    | 6       | 4.756  |  |
| 7.  | Nakhon Pa Mak | นครป่าหมาก | 13    | 8       | 6.589  |  |
| 8.  | Noen Kum      | เนินกุ่ม     | 11    | 7       | 8.838  |  |
| 9.  | Wat Ta Yom    | วัดตายม    | 8     | 3       | 5.293  |  |

## Kinh tế
Các nông sản chính của Bang Krathum là gạo, mía đường, trái cây, sắn.

Ở Bang Krathum, có một số nhà máy sấy khô trái cây tiêu thụ nội địa và xuất khẩu. Có một nhà máy đường ở huyện này thuộc sở hữu của Phitsanulok Sugar Co., Ltd.

## Các khu định cư
Trong số 51 làng của huyện Bang Krathum, các làng có quy mô lớn là:

- Ban Bang Krathum
- Ban Dong Mee
- Ban Grong Greng
- Ban Khok Salut
- Ban Khok Sanam
- Ban Noen Kum
- Ban Sam Ruen
- Ban Sanam Khli
- Ban Tha Makam
- Ban Tha Na
- Ban Tha Tan
- Ban Wat Kwang
- Ban Wat Ta Yom
- Ban Yan Yao